# Ahnfeltia pinnulata
Ahnfeltia pinnulata, vrsta crvenih algi iz porodice Ahnfeltiaceae. Morska je vrsta čiji stanišni prostor još nije naznačen. Ime vrste ovjereno je (verificirano) 22. lipnja 2012. od strane M.D. Guiryja.
Latinsko ime vrste znači “poput malog krila”.